# 김포조각공원
김포조각공원은 경기도 김포시 월곶면 고막리에 있는 공원이다.
1998년에 16개의 조각 작품 설치와 함께 문을 열었고, 2001년 추가로 14개의 조각 작품이 설치되었다.

## 작품 목록
| 일련번호 | 작품명                 | 만든 이     | 설치년도 | 재료             |
| -------- | ---------------------- | ----------- | -------- | ---------------- |
| 1        | 숲의 전설              | 스스무 신구 | 1998년   | 스테인리스, 천막 |
| 2        | 워크 2001, 자연 속에서 | 우제길      | 2001년   | 스테인리스       |